# ياسين لفريد
ياسين عبد الله لفريد لاعب كرة قدم قطري، ولد في (10 يونيو 2000) يلعب في النادي الأهلي.

## مسيرة اللاعب
لعب في الفئات السنية في نادي الدحيل و لعب بعدها في نادي الوكرة ونادي الشمال والنادي الأهلي.